# Hoplia griseonebulosa
Hoplia griseonebulosa är en skalbaggsart som beskrevs av Moser 1921. Hoplia griseonebulosa ingår i släktet Hoplia och familjen Melolonthidae. Inga underarter finns listade i Catalogue of Life.